# Movable Type
Movable Type è un software per la gestione di blog sviluppato dall'azienda statunitense Six Apart esa disponibile l'8 ottobre 2001. Dal 12 dicembre 2007 al 15 luglio 2013 Movable Type è stato distribuito come software open source con licenza GNU GPL. L'ultima versione è la 6.1.1, disponibile dal 15 aprile 2015.

## Funzioni
Come molti sistemi simili, Movable Type prevede una serie di funzioni che rendono possibile la pubblicazione e gestione dei contenuti di blog. Tra queste citiamo le principali:
- Gestione blog multipli
- Personalizzazione tramite template
- Gestione trackback
- Gestione e pubblicazione di pagine statiche
- Gestione avanzata degli utenti
- Classificazione degli articoli tramite tag e categorie multiple

## Caratteristiche tecniche
Movable Type è scritto in linguaggio Perl e supporta sia la pubblicazione di pagine statiche che di pagine dinamiche. Per la pubblicazione e gestione di pagine dinamiche si fa uso del linguaggio PHP. Il software è stato, inoltre, progettato per poter interagire con i database MySQL, PostgreSQL e SQLite; nella versione Enterprise è disponibile il supporto a Oracle e Microsoft SQL Server. Sebbene sia distribuito gratuitamente, sono disponibili per le utenze professionali versioni a pagamento che prevedono funzioni aggiuntive.